# Itamar Ben-Gvir
Itamar Ben-Gvir (Hebreeuws: איתמר בן גביר), (Mevaseret Zion, 6 mei 1976) is een Israëlisch activist en politicus en leider van de Israëlische partij Otsma Jehudit ("Joodse macht", voortzetting van de verboden Kach-partij ), een van de twee partijen die samen de religieuze zionistische fractie vormen.
Hij wordt omschreven als een radicaal-rechtse activist van wie uitspraken en daden controversieel en provocerend zijn. Hij is frequent deelnemer aan Joodse marsen door Palestijnse buurten van Jeruzalem (Al Quds in het Arabisch) en stookt daar op tot huisuitzettingen van Palestijnen.
Tijdens de Israëlische parlementsverkiezingen van 1 november 2022 won de religieus zionistische fractie, waarin hij nummer twee was, 14 zetels in het parlement.
In het kabinet-Netanyahu VII (2022-heden) is hij minister van nationale veiligheid. Hiermee is hij eindverantwoordelijk voor onder andere de politie en grenspolitie die in de Palestijnse bezette gebieden, waaronder de Westelijke Jordaanoever, actief is.

## Biografie
Ben-Gvir werd geboren in Mevaseret Zion (gesticht in 1951-1956) ten westen van Jeruzalem door Joodse immigranten. Zijn vader was geboren in Jeruzalem ten tijde van het Britse Mandaatgebied Palestina als zoon van Iraaks-Joodse immigranten. Zijn moeder, een Koerdisch-Joodse immigrant, was als tiener actief in de Joodse terreurorganisatie Irgun. Zijn familie was seculier, maar als tiener nam hij religieuze en radicaal-rechtse opvattingen aan tijdens de Eerste Intifada (1987-1993). Hij sloot zich eerst aan bij een rechtse jeugdbeweging gelieerd aan Moledet, een partij die ervoor pleitte Palestijnen Israël uit te zetten. Ben Gvir werd afgewezen voor militaire dienst vanwege zijn extreemrechtse politieke stellingname. Hij werd veroordeeld wegens ophitsen tot racisme.
Ben-Gvir had jarenlang een foto aan zijn muur hangen van veelvoudig moordenaar Baruch Goldstein (1956-1994) die op 25 februari 1994 in de Ibrahimi-moskee in Hebron een bloedbad aanrichtte.
Hij studeerde rechten. Als advocaat heeft Ben-Gvir een reeks extreemrechtse Joodse activisten, verdacht van terrorisme en haatmisdrijven, vertegenwoordigd. Opmerkelijke cliënten waren Benzi Gopstein, en twee tieners die werden aangeklaagd voor de Duma-brandstichting, onder wie Meir Ettinger, de kleinzoon van rabbijn Meir Kahane. Ben-Gvir was ook de advocaat van Lehava, een extreemrechtse Israëlische groepering die o.a. actief is in het bestrijden van gemengde huwelijken van Joden met niet-Joden.

### Persoonlijk
Ben-Gvir is getrouwd met de 11 jaar jongere Ayala Nimrodi, heeft vijf kinderen en woont in de Israëlische nederzetting Kirjat Arba, aan de rand van Hebron. Nimrodi is een ver familielid van Ofer Nimrodi, voormalige eigenaar van het dagblad Maariv.

## Politieke carrière
Ben-Gvir was de parlementaire assistent in de 18e Knesset voor Michael Ben-Ari. Voor de Israëlische parlementsverkiezingen van 23 maart 2021 stond Ben-Gvir als nummer 6 op de kandidatenlijst voor de gezamenlijke lijst Otzma Yehudit ("Joodse Kracht"), Noam en de Religieus Zionistische Partij en werd alzo gekozen. In mei 2021 bezocht hij, als blijk van solidariteit, de nationalistische Joodse kolonisten in de Palestijnse wijk Sheikh Jarrah in Oost-Jeruzalem. De kolonisten, die de Palestijnen daar willen verdrijven, raken regelmatig slaags en gooien met stenen naar elkaar. Als lid van de Knesset bezocht hij de wijk daarna meermalen. Tijdens zijn bezoek op 13 oktober 2022 in zo'n situatie riep hij de politie op om op Palestijnen te schieten. Hij haalde daarbij zelf een pistool tevoorschijn.
Bij de verkiezingen in november 2022 eindigde zijn partij als derde, na Likoed van oud-premier Benjamin Netanyahu en Yesh Atid van interim-premier Yair Lapid.

### Na 7 oktober 2023
Na de aanval van Hamas in Israël op 7 oktober 2023, het begin van de oorlog tussen Israël en Hamas, liet Ben Gvir zich niet onbetuigd. Zo deelde hij in de Israëlische nederzettingen op 23 oktober aanvalsgeweren uit aan kolonistenmilities. Hij had daarvan 10.000 weten aan te schaffen alsook helmen en kogelwerende vesten. "We zullen de wereld op zijn kop zetten om onze steden en dorpen te verdedigen", zei hij even later.
Gebleken is dat Ben Gvir in augustus 2023 met assistenten een oefeningsbasis van een speciale militaire eenheid had bezocht waar hij geavanceerde wapens had uitgeprobeerd. Door middel van een petitie bij een rechtbank werden foto's ervan prijsgegeven.
In officiële hoedanigheid als Minister van Nationale Veiligheid bracht hij begin januari 2023 een voor moslims provocerend bezoek aan de Tempelberg. Breed lachend zei hij daar dat Joden dezelfde rechten hebben om daar te bidden.
In mei bekritiseerde Ben-Gvir de Amerikaanse president Joe Biden toen hij dreigde bepaalde militaire hulp in te houden als Israël Rafah zou binnenvallen. Ben-Gvir, die een hart-emoji gebruikte in een bericht op het socialemediaplatform X, schreef dat Hamas van Biden houdt.
In juni 2025 werd bekend dat het Verenigd Koninkrijk, Australië, Canada, Nieuw-Zeeland en Noorwegen sancties hebben ingevoerd tegen Ben-Gvir en Bezalel Smotrich, waardoor ze niet meer naar die landen mogen reizen en hun banktegoeden bevroren werden. Volgens de Britse minister van Buitenlandse Zaken David Lammy zouden ze "aanzetten tot extreem geweld en het misbruik van de mensenrechten van Palestijnen".
Als eerste EU-land heeft Slovenië in juli 2025 de ultrarechtse Israëlische ministers Ben-Gvir en Bezalel Smotrich op een zwarte lijst geplaatst, zij mogen het land niet meer in.